# Острова Мария

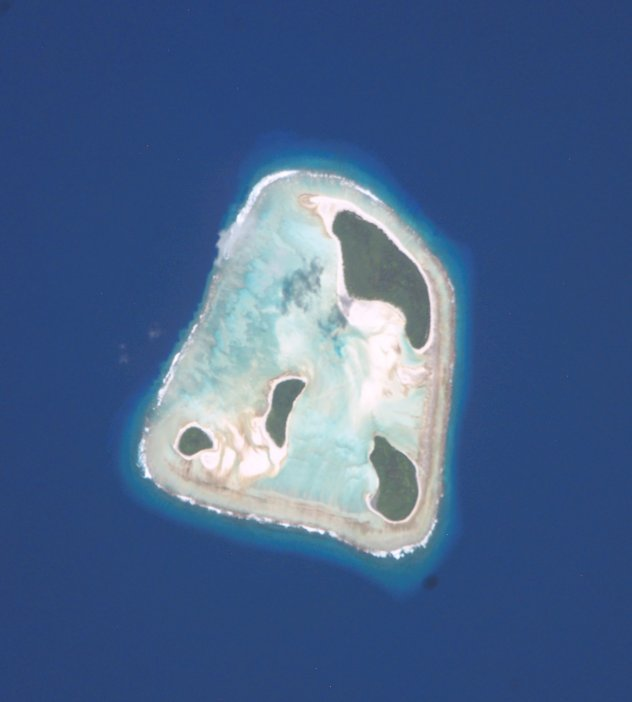
Космический снимок островов.

Острова Мария (фр. Îles Maria) — небольшое скопление островков в архипелаге Тубуаи (Французская Полинезия). Расположены в 205 км к северо-западу от острова Риматара и в 352 км к востроку от острова Мангаиа (острова Кука). Другое название — острова Халл.

## География
Четыре небольших островка образуют атолл с глубокой лагуной, напоминающей по форме треугольник. Общая площадь суши составляет всего 1,3 км².

## История
Атолл открыт в 1824 году капитаном Джорджем Вашингтоном Гарднером с Нантакета (1778—1838) и назван в честь его китобойного судна «Мария».

## Административное деление
Два острова входят в состав коммуны Риматара, остальные — в состав коммуны Руруту.